# Lomsen, Värmland
Lomsen är en sjö i Arvika kommun och Torsby kommun i Värmland och ingår i Göta älvs huvudavrinningsområde. Sjön är 35 meter djup, har en yta på 1,83 kvadratkilometer och befinner sig 279,7 meter över havet. Sjön avvattnas av vattendraget Vaggeälven (Kivilampälven). Vid provfiske har abborre och gädda fångats i sjön.

## Delavrinningsområde
Lomsen ingår i det delavrinningsområde (667349-131981) som SMHI kallar för Utloppet av Lomsen. Medelhöjden är 348 meter över havet och ytan är 21,64 kvadratkilometer. Räknas de 3 avrinningsområdena uppströms in blir den ackumulerade arean 57,45 kvadratkilometer. Vaggeälven (Kivilampälven) som avvattnar avrinningsområdet har biflödesordning 3, vilket innebär att vattnet flödar genom totalt 3 vattendrag innan det når havet efter 365 kilometer. Avrinningsområdet består mestadels av skog (75 procent). Avrinningsområdet har 1,91 kvadratkilometer vattenytor vilket ger det en sjöprocent på 8,8 procent.